# ستیغ سدادی
برآمدگی محکمی که حاشیه تختانی شاخه بالائی استخوان شرمگاه را تشکیل می‌دهد ستیغ سدادی (انگلیسی: Obturator crest) نام دارد.